# Mister Mxyzptlk
Mister Mxyzptlk (pronuncia: /miks.jɛzˈpitə.lik/) è un personaggio dei fumetti statunitensi pubblicati da DC Comics, creato da Jerry Siegel e Joe Shuster nel 1944.
È uno degli acerrimi nemici di Superman; si tratta di un potentissimo folletto proveniente dalla quinta dimensione che ordisce spesso dispetti agli abitanti di Metropolis. L'unica possibilità per sconfiggerlo consiste nell'indurlo a pronunciare il suo nome al contrario, facendolo tornare nella sua dimensione. Appare per la prima volta nel numero 30 di Superman (prima serie, 1944). Per Superman c'è un solo modo per rispedirlo nella sua dimensione, riuscire a fargli pronunciare il suo nome al contrario: KLTPZYXM - (G.N., 30-9-2020). Una volta rispedito nel suo universo, però non può tornare nella nostra dimensione per almeno 90 giorni. In un'avventura degli anni '50, Superman si reca nella sua dimensione e ne sabota la campagna elettorale. Infatti Mxyzptlk si era candidato a diventare Sindaco della sua città
Nella storia del 1986 Superman: Che cosa è successo all'uomo del domani?, Mister Mxyzptlk rivela un inedito lato oscuro: afferma di aver passato un millennio dedicandosi alle burle, annoiato dalla propria immortalità, e ora si dedicherà per un altro millennio alla malvagità. Alla fine della storia viene di fatto ucciso da Superman che si suicida, apparentemente, con la kryptonite dorata perché non ritiene di potersi arrogare il diritto di uccidere qualcuno.
Negli ultimi tempi ha riportato nella nostra dimensione Bizzarro.
I suoi poteri sono talmente elevati da non poterli quantificare: derivano dalla strana scienza della sua dimensione, che è talmente avanzata da apparire e risultare a tutti gli effetti magia, una disciplina che è uno dei pochi punti deboli di Superman. Normalmente Mr. Mxyzptlk usa tale scienza per cambiare forma a piacimento a se stesso o agli oggetti o per distorcere la realtà. È così incredibilmente potente da risultare inferiore solo allo Spettro, a Perpetua, a Elaine Belloc, ai fratelli Michael Demiurgos e Lucifer Morningstar e alla Presenza.

## Poteri e Abilità
Il signor Mxyzptlk possiede la capacità di distorcere la realtà, che è stata descritta alternativamente come il prodotto della magia di quinta dimensione o di una tecnologia avanzata che sembra essere magica per gli esseri di terza dimensione. Insieme alle sue capacità è il fatto che Mxyzptlk stesso non è limitato dalle leggi fisiche: non ha bisogno di sostentamento come aria o acqua, può esistere in qualsiasi ambiente, può teletrasportarsi ovunque e non è suscettibile a danni fisici. La sua unica apparente vulnerabilità è che ogni volta che pronuncia il suo nome al contrario, viene riportato nella quinta dimensione e tutti gli effetti della sua magia svaniscono. Ciò è avvenuto anche con un'applicazione indiretta di tale norma; in un'occasione, Mxyzptlk fu bandito da una registrazione su nastro riprodotta all'indietro della sua stessa voce che diceva il suo nome. 
Tuttavia, tale esilio è solo un deterrente temporaneo: dopo 90 giorni, Mxyzptlk può nuovamente visitare la terza dimensione a suo piacimento. I suoi poteri di distorsione della realtà esistono nella quinta dimensione, ma esercita meno controllo rispetto alla terza dimensione, a causa della presenza di altri folletti con gli stessi poteri.
Sebbene sia facilmente il più potente dei nemici ricorrenti di Superman, la portata del vero potenziale di Mxyzptlk è limitata dalla sua personalità: la sua natura credulona rende facile per Superman o altri individui ingannarlo facendogli pronunciare il suo nome al contrario, ed è nel complesso un amante del divertimento. Burlone che preferisce usare il suo potere per dispetti infantili e molestie spensierate piuttosto che per distruzione o tormento dannoso. Quindi, è più un fastidio che una vera minaccia.

## Altri media
- Mister Mxyzptlk compare in un episodio della quarta stagione di Lois & Clark - Le nuove avventure di Superman, dove costringe gli abitanti di Metropolis a rivivere all'infinito lo stesso periodo di poche ore.
- Il personaggio appare anche nella serie di telefilm Smallville, dove però è un essere umano (seppur dotato di poteri particolari) e non un folletto, di nome Mikhail; inoltre non proviene dalla quinta dimensione, ma dai Balcani.
- Nella serie animata Superman ha un aspetto leggermente diverso, ma poteri e scopi uguali: anche qui bisogna fargli rappresentare il suo nome al contrario, durante prove esilaranti. In questa serie ha anche una compagna, che però appare solo nella Quinta Dimensione: l'affascinante Ms. Gsptlsnz.

### Televisione
- Appare nella serie televisiva Superboy interpretato da Michael J. Pollard.
- Nella serie TV Supergirl appare alla fine del dodicesimo episodio della seconda stagione ed è il protagonista-antagonista del tredicesimo episodio interpretato da Peter Gadiot. Si presenta come essere umano, di giovane età e dotato di poteri magici, e dichiara il proprio amore a Kara.

## Mr. Mxyzptlk in altri fumetti
- Nella copertina dell'albo n. 136 di Dylan Dog, intitolato Lassù qualcuno ci chiama si vede Dylan Dog che guarda una sorta di Torre di Babele dalla quale compaiono delle nuvolette con testi scritti in varie lingue, tra cui celtico ed egizio. In uno dei fumetti si legge però anche il nome dello strano personaggio di Superman, detto come se fosse una domanda ("Mxyzptlk?").
- Nella storia intitolata "POP!", team-up tra Superman e Silver Surfer, Mxyzptlk si allea con il suo corrispettivo dell'universo Marvel, ossia l'Uomo Impossibile in una sorta di macabro giochetto ai danni dei due supereroi.